# Cabera striaria
Cabera striaria là một loài bướm đêm trong họ Geometridae.